# Estación de Río Záncara
Río Záncara es una estación ferroviaria de la línea Madrid-Valencia, situada en el P.K. 171,6 de esta línea. Esta estación posee un gran tráfico ferroviario, circulando por ella los trenes que comunican Madrid con Alicante, Valencia y Murcia. Se encuentra en el término municipal de la población ciudad-realeña de Tomelloso, pero al estar separada por 18 km del principal núcleo urbano siempre ha sido asociada por cercanía, tradición y uso a la población de Pedro Muñoz.
Se halla entre las estaciones de Campo de Criptana y Socuéllamos.
Los vecinos de Pedro Muñoz no quisieron que la línea ferroviaria pasase muy cerca del pueblo por miedo a que el tren provocase incendios en los cultivos de cereal o que matase a animales y personas por lo que la estación se trasladó a la pedanía de Záncara.
Construida en 1929, un prototipo de MZA similar a la de Minaya, Albacete, de estilo historicista, con parte de sus instalaciones bajo protección de la Ley de Patrimonio Histórico. El edificio de viajeros es una construcción maciza de dos plantas a base de muros fragmentados de ladrillo, con tejado a dos aguas coronado por crestería de cerámica y un molino metálico en un extremo (desmantelado en la última década), que impresiona por el concienzudo trabajo en el ladrillo visto de las fachadas, un estilo que comparten el edificio de urinarios y la torreta de señales.
A pesar de las más de 100 circulaciones diarias ningún tren tiene parada comercial desde el año 2000, aunque en ocasiones en ella se realizan paradas técnicas por adelantamientos.